# Ghanesi in Italia
La presenza di ghanesi in Italia risale agli anni '80.
Nel 2021 c'erano 50 778 immigrati regolari dal Ghana in Italia, in  crescita dai 36 540 del 2006. Le città con il maggior numero di ghanesi in Italia sono Palermo (2579), Modena ( 2424) e Reggio nell'Emilia (1530).

## Storia migratoria
La migrazione dei ghanesi in Italia ha avuto inizio negli anni '80, inizialmente a partire da studenti poi rimasti per motivi economici.
La scelta dell'Italia come destinazione è spesso dovuta alla facilità di ottenere un visto di ingresso rispetto alla difficoltà di ottenere un permesso d'ingresso per altri paesi europei. Inizialmente le destinazioni di emigrazione preferite dei ghanesi erano il Regno Unito, la Germania e gli Stati Uniti, ma per molti di loro la prima destinazione disponibile è stata per l'Italia. Verso l'anno 1988 è stato anche più facile ottenere un visto per l'Italia perché c'erano pochi immigrati, mentre nel Regno Unito era più difficile perché molti ghanesi entravano come turisti e restavano oltre i termini del visto.